# Paterna
Paterna – gmina w Hiszpanii, przedmieścia Walencji. Położona jest w prowincji Walencja, we wspólnocie autonomicznej Walencja. Ma powierzchnię 35,85 km². W 2011 roku liczyła 67 356 mieszkańców.

## Klimat
| Miesiąc                                                                      | Sty  | Lut  | Mar  | Kwi  | Maj  | Cze  | Lip  | Sie  | Wrz  | Paź  | Lis  | Gru  | Roczna |
| ---------------------------------------------------------------------------- | ---- | ---- | ---- | ---- | ---- | ---- | ---- | ---- | ---- | ---- | ---- | ---- | ------ |
| Średnie temperatury w dzień [°C]                                             | 15,1 | 15,8 | 18,6 | 20,8 | 24,2 | 28,5 | 30,8 | 30,6 | 27,2 | 23,5 | 18,3 | 15,4 | 22,4   |
| Średnie dobowe temperatury [°C]                                              | 10,2 | 10,7 | 13,3 | 15,8 | 19,3 | 23,6 | 26,0 | 25,9 | 22,8 | 19,1 | 13,9 | 10,8 | 17,6   |
| Średnie temperatury w nocy [°C]                                              | 6,6  | 6,7  | 8,7  | 11,2 | 14,6 | 18,6 | 21,4 | 21,7 | 19,0 | 15,5 | 10,5 | 7,5  | 13,5   |
| Opady [mm]                                                                   | 32   | 29   | 37   | 43   | 35   | 20   | 10   | 26   | 60   | 59   | 40   | 36   | 427    |
| Średnia liczba dni z opadami                                                 | 4    | 3    | 4    | 5    | 4    | 3    | 2    | 3    | 5    | 5    | 4    | 4    | 46     |
| Wilgotność [%]                                                               | 67   | 63   | 61   | 61   | 61   | 59   | 62   | 65   | 68   | 70   | 67   | 69   | 64     |
| Źródło: climate-data.org (liczba dni z opadami dla wartości 1 mm, 1991-2021) |      |      |      |      |      |      |      |      |      |      |      |      |        |

## Współpraca
- Adeje, Hiszpania
- Burbank, Stany Zjednoczone
- Marino, Włochy